# Нортон, Каролина
Каролина Но́ртон (англ. Caroline Norton; 22 марта 1808 — 15 июня 1877) — британская писательница и поэтесса, феминистка и социальная активистка. Её деятельность привела к принятию в стране нескольких законов в отношении разводов и опеки над детьми.

## Биография
Родилась в Лондоне; её отцом был актёр и колониальный чиновник Томас Шеридан, матерью — шотландская дворянка, писательница Кэролайн Калландер. Приходилась внучкой Ричарду Шеридану. В 1817 году её отец умер во время службы в Южной Африке, после чего семья осталась практически без средств к существованию. В 1827 году вышла замуж за адвоката Джорджа Чаппля Нортона, брата лорда Грэнтлея, ревнивого и жестокого человека, страдавшего алкоголизмом, в скором времени начавшего избивать жену и пропивать деньги, одновременно пытаясь использовать происхождение Каролины, чтобы продвинуться по карьерной лестнице. Каролина, в свою очередь, в первые годы замужества активно заводила знакомства в высшем свете с деятелями искусства и политиками, а в 1829 году начала писать.
В 1836 году она ушла от мужа и смогла обеспечить себе доход за счёт выпущенных книг, хотя Джордж пытался отсудить его. Вскоре после ухода Каролины Нортон похитил живших с ней сыновей и прятал их сначала в Шотландии, затем в Йоркшире, отказываясь сообщить супруге их местонахождение, а также обвинив её в связи со своим другом виконтом Мельбурном, тогдашним премьер-министром. Впоследствии, пользуясь тем, что тогдашние английские законы были на его стороне, Нортон отказывался дать Каролине развод и запрещал ей видеться с детьми.
В конце 1830-х годов Каролина начала писать стихи политического содержания, в которых высказывалась в пользу защиты права женщины на воспитание своих детей, на получение развода и на право наследования имущества для замужних женщин: законы касательно данных вопросов благодаря развёрнутым ей кампаниям были приняты соответственно в 1839, 1857 и 1870 годах (хотя в ряде исследований утверждается, что в кампании 1870 года — за право замужней женщины наследовать имущество мужа — она фактически не участвовала). В 1849 году Дэниел Маклис использовал её черты для создания образа Правосудия для фрески с соответствующим названием в Палате лордов, посчитав её самой известной жертвой несправедливости своего времени. Несмотря на её участие в движении за расширение юридических прав женщин, Нортон не только не поддерживала движение за равенство женщин и предоставление им избирательных прав, но и была его противницей.
В начале 1840-х годов, по некоторым сведениям, имела роман с политиком-консерватором Сидни Гербертом и некоторыми другими мужчинами, но юридически стала незамужней только после смерти Джорджа в 1875 году, после чего в марте 1877 года вышла замуж за своего старого друга, шотландского политика Уильяма Стирлинга-Максвелла (англ. Sir William Stirling-Maxwell, 9th Baronet). Скончалась спустя три месяца после этого.

## Творчество
Была достаточно известной поэтессой своего времени. Из её произведений наиболее известны:
- «The Sorrows of Rosalie» (1829) — идиллия; стала её первой работой, благодаря которой Каролина получила известность,
- «The child of the islands» — изображение неприглядных сторон общественной жизни Англии (1845),
- «Voice from the Factories» (1836) — критика детского труда на фабриках,
- рассказ «Stuart of Dunleath» (1851),
- основанная на легенде о «вечном жиде» поэма «The undying one» (1830),
- роман «Lost and saved» (1855; 5-е издание — 1863).